# 康岱沙
康岱沙（1919年2月—），女，中华人民共和国政治人物、外交官，曾任第五、六、七届全国政协委员。

## 家庭
父亲康心之。丈夫陈叔亮。